# 田中由香
田中 由香（たなか ゆか、8月13日 - ）は、日本の女性声優。東京都出身。
アトミックモンキー所属。

## 出演

### テレビアニメ
2006年
- ゴーストハント（ミチル、女生徒、ケーキ店員）
- Kanon（生徒）

2007年
- ゴーストハント（女生徒、吉見奈央）
- School Days（女子、女生徒、足利）

### OVA
- 角川書店ケロケロエース付録DVD
  - ののののみどりちゃん（PTAのT）
  - たまごさん（ねこ）
  - うんP先生（教師A）

### ゲーム
- G2 GUNS GUNNER（シャレン）

### CDドラマ
- CHAOS;HEAD（ダンボウ）
- トゥルーフォーチュン ボイスドラマVol.2（女性徒A）
- 幻想水滸伝2（女生徒）
- 星の王子さま（バラA）

### ラジオ番組
- 智一・美樹のラジオビッグバン（2009年11月22日 - 2010年10月3日、文化放送）※11代目（第9期BGP）リーダー

### 舞台
- 2003年3月 イッツフォーリーズ付属養成所公演「グラジエイトパフォーマンス」
- 2004年3月 イッツフォーリーズ付属養成所公演ミュージカル「野菊の墓」（美津 役）
- 2004年5月 イッツフォーリーズコミュニケーションライブ「CHANCO」
- 2004年12月 劇団カンパニー クリスマス公演
  - 「ペファーナの夢」（パブーシュカ 役）
  - 「サンタの休日」（ハモりトナカイソプラノ 役）